# Queen's Club Championships 2009 - Qualificazioni singolare
Le qualificazioni del singolare ai Queen's Club Championships 2009 sono state un torneo di tennis preliminare per accedere alla fase finale della manifestazione. I vincitori dell'ultimo turno sono entrati di diritto nel tabellone principale. In caso di ritiro di uno o più giocatori aventi diritto a questi sono subentrati i lucky loser, ossia i giocatori che hanno perso nell'ultimo turno ma che avevano una classifica più alta rispetto agli altri partecipanti che avevano comunque perso nel turno finale.
Le qualificazioni del torneo Queen's Club Championships  2009 prevedevano 32 partecipanti di cui 4 sono entrati nel tabellone principale.

## Teste di serie
1. Frank Dancevic (secondo turno)
2. Serhij Stachovs'kyj (Qualificato)
3. Horacio Zeballos (primo turno)
4. Santiago Giraldo (secondo turno)

1. Adrian Mannarino (ultimo turno)
2. Somdev Devvarman (primo turno)
3. Chris Guccione (primo turno)
4. Jesse Levine (secondo turno)

## Qualificati
1. Xavier Malisse
2. Serhij Stachovs'kyj

1. Kevin Anderson
2. Nicolas Mahut

## Tabellone

### Legenda
| - Q = Qualificato - WC = Wild card - LL = Lucky loser | - ALT = Alternate - SE = Special Exempt - PR = Protected Ranking | - w/o = Walkover - r = Ritirato - d = Squalificato |

### Sezione 1
|  | Primo turno     | Primo turno      | Primo turno     | Primo turno | Primo turno |  |  | Secondo turno    | Secondo turno    | Secondo turno   | Secondo turno   | Secondo turno   |   |   | Ultimo turno   | Ultimo turno   | Ultimo turno   | Ultimo turno | Ultimo turno |  |
|  |                 |                  |                 |             |             |  |  |                  |                  |                 |                 |                 |   |   |                |                |                |              |              |  |
|  | 1               | Frank Dancevic   | 5               | 6           | 7           |  |  |                  |                  |                 |                 |                 |   |   |                |                |                |              |              |  |
|  |                 | Alex Bogdanović  | 7               | 4           | 65          |  |  | 1                | Frank Dancevic   | 6               | 3               | 5               |   |   |                |                |                |              |              |  |
|  | Xavier Malisse  | Xavier Malisse   | Xavier Malisse  | 6           | 6           |  |  |                  | Xavier Malisse   | 3               | 6               | 7               |   |   |                |                |                |              |              |  |
|  | Brydan Klein    | Brydan Klein     | Brydan Klein    | 3           | 1           |  |  |                  |                  |                 |                 |                 |   |   | Xavier Malisse | Xavier Malisse | Xavier Malisse | 6            | 6            |  |
|  | Alejandro Falla | Alejandro Falla  | Alejandro Falla | 6           | 6           |  |  |                  |                  | Alejandro Falla | Alejandro Falla | Alejandro Falla | 1 | 2 |                |                |                |              |              |  |
|  | Daniel Evans    | Daniel Evans     | Daniel Evans    | 3           | 1           |  |  | Alejandro Falla  | Alejandro Falla  | 3               | 7               | 6               |   |   |                |                |                |              |              |  |
|  |                 | Scoville Jenkins | 6               | 6           | 6           |  |  | Scoville Jenkins | Scoville Jenkins | 6               | 62              | 3               |   |   |                |                |                |              |              |  |
|  | 6               | Somdev Devvarman | 1               | 7           | 3           |  |  |                  |                  |                 |                 |                 |   |   |                |                |                |              |              |  |

### Sezione 2
|  | Primo turno       | Primo turno         | Primo turno         | Primo turno | Primo turno |  |  | Secondo turno    | Secondo turno       | Secondo turno       | Secondo turno | Secondo turno |   |    | Ultimo turno | Ultimo turno        | Ultimo turno        | Ultimo turno | Ultimo turno |  |
|  |                   |                     |                     |             |             |  |  |                  |                     |                     |               |               |   |    |              |                     |                     |              |              |  |
|  | 2                 | Serhij Stachovs'kyj | Serhij Stachovs'kyj | 6           | 7           |  |  |                  |                     |                     |               |               |   |    |              |                     |                     |              |              |  |
|  |                   | Chris Eaton         | Chris Eaton         | 3           | 5           |  |  | 2                | Serhij Stachovs'kyj | Serhij Stachovs'kyj | 6             | 6             |   |    |              |                     |                     |              |              |  |
|  | Marinko Matosevic | Marinko Matosevic   | 5                   | 7           | 6           |  |  |                  | Marinko Matosevic   | Marinko Matosevic   | 3             | 3             |   |    |              |                     |                     |              |              |  |
|  | Łukasz Kubot      | Łukasz Kubot        | 7                   | 65          | 4           |  |  |                  |                     |                     |               |               |   |    | 2            | Serhij Stachovs'kyj | Serhij Stachovs'kyj | 7            | 7            |  |
|  | Karol Beck        | Karol Beck          | 6                   | 3           | 6           |  |  |                  |                     |                     | Karol Beck    | Karol Beck    | 6 | 68 |              |                     |                     |              |              |  |
|  | Ryan Sweeting     | Ryan Sweeting       | 3                   | 6           | 3           |  |  | Karol Beck       | Karol Beck          | Karol Beck          | 6             | 6             |   |    |              |                     |                     |              |              |  |
|  |                   | Prakash Amritraj    | Prakash Amritraj    | 7           | 7           |  |  | Prakash Amritraj | Prakash Amritraj    | Prakash Amritraj    | 2             | 4             |   |    |              |                     |                     |              |              |  |
|  | 7                 | Chris Guccione      | Chris Guccione      | 65          | 5           |  |  |                  |                     |                     |               |               |   |    |              |                     |                     |              |              |  |

### Sezione 3
|  | Primo turno            | Primo turno            | Primo turno            | Primo turno | Primo turno |  |  | Secondo turno  | Secondo turno          | Secondo turno          | Secondo turno          | Secondo turno          |   |   | Ultimo turno   | Ultimo turno   | Ultimo turno   | Ultimo turno | Ultimo turno |  |
|  |                        |                        |                        |             |             |  |  |                |                        |                        |                        |                        |   |   |                |                |                |              |              |  |
|  |                        | Marsel İlhan           | 6                      | 6           | 6           |  |  |                |                        |                        |                        |                        |   |   |                |                |                |              |              |  |
|  | 3                      | Horacio Zeballos       | 7                      | 3           | 4           |  |  | Marsel İlhan   | Marsel İlhan           | Marsel İlhan           | 5                      | 3                      |   |   |                |                |                |              |              |  |
|  | Kevin Anderson         | Kevin Anderson         | 6                      | 68          | 7           |  |  | Kevin Anderson | Kevin Anderson         | Kevin Anderson         | 7                      | 6                      |   |   |                |                |                |              |              |  |
|  | Sébastien de Chaunac   | Sébastien de Chaunac   | 4                      | 7           | 65          |  |  |                |                        |                        |                        |                        |   |   | Kevin Anderson | Kevin Anderson | Kevin Anderson | 6            | 6            |  |
|  | Édouard Roger-Vasselin | Édouard Roger-Vasselin | Édouard Roger-Vasselin | 6           | 7           |  |  |                |                        | Édouard Roger-Vasselin | Édouard Roger-Vasselin | Édouard Roger-Vasselin | 4 | 4 |                |                |                |              |              |  |
|  | Daniel Cox             | Daniel Cox             | Daniel Cox             | 1           | 62          |  |  |                | Édouard Roger-Vasselin | Édouard Roger-Vasselin | 7                      | 7                      |   |   |                |                |                |              |              |  |
|  | 8                      | Jesse Levine           | 5                      | 6           | 6           |  |  | 8              | Jesse Levine           | Jesse Levine           | 69                     | 5                      |   |   |                |                |                |              |              |  |
|  |                        | Gō Soeda               | 7                      | 4           | 3           |  |  |                |                        |                        |                        |                        |   |   |                |                |                |              |              |  |

### Sezione 4
|  | Primo turno   | Primo turno          | Primo turno          | Primo turno | Primo turno |  |  | Secondo turno | Secondo turno    | Secondo turno    | Secondo turno    | Secondo turno    |   |   | Ultimo turno | Ultimo turno  | Ultimo turno  | Ultimo turno | Ultimo turno |  |
|  |               |                      |                      |             |             |  |  |               |                  |                  |                  |                  |   |   |              |               |               |              |              |  |
|  | 4             | Santiago Giraldo     | 6                    | 63          | 7           |  |  |               |                  |                  |                  |                  |   |   |              |               |               |              |              |  |
|  |               | Alexander Slabinsky  | 4                    | 7           | 68          |  |  | 4             | Santiago Giraldo | 1                | 7                | 4                |   |   |              |               |               |              |              |  |
|  | Nicolas Mahut | Nicolas Mahut        | Nicolas Mahut        | 7           | 7           |  |  |               | Nicolas Mahut    | 6                | 65               | 6                |   |   |              |               |               |              |              |  |
|  | Rajeev Ram    | Rajeev Ram           | Rajeev Ram           | 68          | 6(1)        |  |  |               |                  |                  |                  |                  |   |   |              | Nicolas Mahut | Nicolas Mahut | 6            | 6            |  |
|  | Rik De Voest  | Rik De Voest         | 4                    | 6           | 6           |  |  |               |                  | 5                | Adrian Mannarino | Adrian Mannarino | 4 | 2 |              |               |               |              |              |  |
|  | Paolo Lorenzi | Paolo Lorenzi        | 6                    | 4           | 3           |  |  |               | Rik De Voest     | Rik De Voest     | 5                | 0                |   |   |              |               |               |              |              |  |
|  | 5             | Adrian Mannarino     | Adrian Mannarino     | 6           | 6           |  |  | 5             | Adrian Mannarino | Adrian Mannarino | 7                | 6                |   |   |              |               |               |              |              |  |
|  |               | Aleksandr Kudrjavcev | Aleksandr Kudrjavcev | 4           | 4           |  |  |               |                  |                  |                  |                  |   |   |              |               |               |              |              |  |